# Ylvis
Ylvis – norweski duet komików tworzony przez braci Bårda i Vegarda Ylvisåkerów. Od debiutu w 2000 występowali wielokrotnie w telewizji i w radiu, m.in. w swoim autorskim programie satyrycznym I kveld med Ylvis (Wieczór z Ylvis) emitowanym w norweskiej telewizji od 2011.
Międzynarodową sławę zyskali dzięki utworowi „The Fox (What Does the Fox Say?)” z września 2013.

## Początki
Bracia Vegard (ur. 1979 w Trondheim) i Bård (ur. 1982 w Bergen) Urheim Ylvisåker przyszli na świat w Norwegii jako dwójka starszych z trójki braci. Wczesne dzieciństwo spędzili w Angoli i Mozambiku, gdzie ich ojciec pracował jako inżynier. Po powrocie do Norwegii bracia uczęszczali do szkoły muzycznej, gdzie uczyli się gry na klasycznych instrumentach – Vegard na altówce, a Bård na skrzypcach. Byli również zainteresowani śpiewem i grą na gitarze. Występowali wielokrotnie na szkolnych przedstawieniach oraz w chórze. Na jednym z takich występów w 2000 roku zostali zauważeni przez impresario Petera Brandta, który umożliwił im profesjonalny występ w teatrze Ole Bull w Bergen.

## Występy w radiu i telewizji

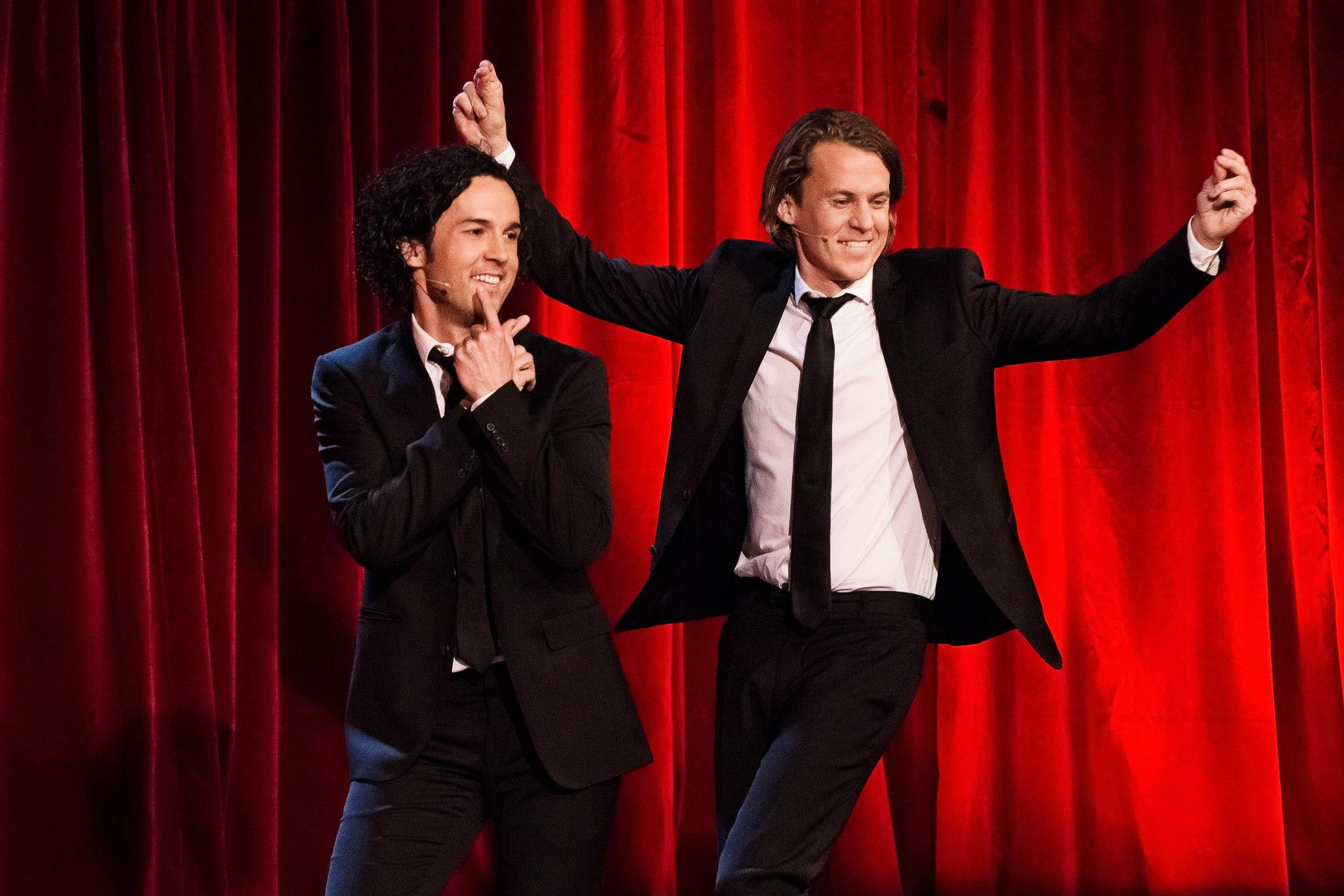
Bracia Ylvisåker w programie I kveld med Ylvis (2012)

W latach 2006–2010 byli prowadzącymi kilku rozrywkowych programów w norweskiej telewizji, m.in. Norges herligste oraz Ylvis møter veggen będącego norweską adaptacją japońskiego programu Brain Wall (który miał również polską edycję Hole in the Wall). Prowadzili również dwie serie audycji radiowej O-fag w NRK Radio.

## Własny programI kveld med Ylvis
W 2011 zaczęli prowadzić swój autorski program satyryczny I kveld med Ylvis (Wieczór z Ylvis) w stacji TVNorge, który zyskał ogromną popularność wśród norweskiej publiczności i doczekał się już piątej serii (z czego dwie ostatnie były transmitowane na żywo z Folketeateret w Oslo).
Wiele humorystycznych utworów muzycznych zaprezentowanych pierwotnie w programie, a także emitowanych w materiałach promocyjnych programu, zostało umieszczonych na serwisie YouTube, dzięki czemu zyskało dużą popularność również poza granicami Norwegii. Część z nich została wydana jako single. W większości z nich bracia wyśmiewają różne nurty współczesnej muzyki popularnej, np. Work It oraz Pressure są parodią utworów hip-hopowych oraz r'n'b. W 2012 nagrali utwór Jan Egeland poświęcony norweskiemu politykowi Janowi Egelandowi, będący humorystyczną wersją peanu.
W 2013 ich utwór The Fox (What Does the Fox Say?) trafił do serwisu YouTube na początku września jako materiał promujący trzeci sezon programu I kveld med Ylvis. Piosenka zyskała szybko ogromną popularność i w ciągu 35 dni zyskała ponad 100 milionów wyświetleń, a po niecałych dwóch miesiącach - 200 mln. Znalazła się również na szóstym miejscu na amerykańskiej liście przebojów Billboard Hot 100.

## Programy telewizyjne i audycje radiowe
- 2006: O-fag (pierwsza edycja)
- 2007–2008: Norges herligste
- 2008: Ylvis møter veggen
- 2008: O-fag (druga edycja)
- 2009: Hvem kan slå Ylvis
- 2010: Nordens herligste
- od 2011: I Kveld med Ylvis
- 2018: Stories from Norway

## Single
- Rumour Says (2000)
- Nations of the World (2006)
- Kjempeform (2007)
- Stonehenge (2011)
- Sammen finner vi frem (2011)
- Jeg heter Finn (2012)
- Work It (2012)
- Pressure (2012)
- Jan Egeland (2012)
- Someone Like Me (2012)
- Janym (Жаным) (2012)
- La det på is (2013)
- Da vet du at det er jul (2013)
- The Fox (What Does the Fox Say?) (2013)
- The Cabin (2013)
- Massachusetts (2013)
- Trucker's Hitch (2014)
- I Will Never Be A Star (2014)
- Mr. Toot (2014)
- Yoghurt (2014)
- Ytterst på tissen (2014)
- Intolerant (2014)
- Shabby Chic (2014)
- a capella (2016)
- Old Friends (2016)
- Engine For Gabriel (2016)
- Language of Love (2016)

## Nagrody i wyróżnienia
| Rok  | Kategoria | Tytułem   | Nagroda          | Nota      | Źródło |
| ---- | --------- | --------- | ---------------- | --------- | ------ |
| 2013 | Ârets hit | "The Fox" | Spellemannprisen | Nominacja | [ 4 ]  |